# Sideways (Thomas Ring-album)
Sideways er det andet studiealbum fra den danske singer-songwriter Thomas Ring. Albummet udkom den 22. april 2013 på Sony Music. "The Fire Still Burns" udkom som første single den 4. februar 2013. Sangen handler om "at være ved at miste troen på ting, du virkelig gerne vil have lykkes".
Albummet debuterede på en 24. plads på album-hitlisten, med 161 solgte eksemplarer i den første uge. Til sammenligning solgte debutalbummet Wrong Side of the Daylight (2011) over 3000 eksemplarer i udgivelsesugen.

## Spor
| #   | Titel                                | Tekst                              | Musik                       | Længde |
| --- | ------------------------------------ | ---------------------------------- | --------------------------- | ------ |
| 1.  | "Lover Lay Down"                     | Thomas Ring                        | Ring, Søren Vestergaard     | 4:06   |
| 2.  | "The Fire Still Burns"               | Ring                               | Ring                        | 3:32   |
| 3.  | "Where Did the Love Go"              | Ring                               | Ring, Vestergaard           | 3:26   |
| 4.  | "Last to Know"                       | Ring                               | Ring                        | 3:47   |
| 5.  | "Don't Go Away" (med Dorthe Gerlach) | Ring                               | Ring                        | 3:18   |
| 6.  | "Sideways"                           | Ring                               | Ring                        | 3:54   |
| 7.  | "Bitter End"                         | Ring                               | Ring                        | 4:03   |
| 8.  | "Tomorrow It Will Be Too Late"       | Ring                               | Ring                        | 3:36   |
| 9.  | "Wasteland"                          | Ring, Vestergaard, Tobias Stenkjær | Ring, Vestergaard, Stenkjær | 4:38   |
| 10. | "Some Kind of Heaven"                | Ring, Morten Routh Sørensen        | Ring                        | 3:49   |